# Topelia
Topelia — рід грибів родини Stictidaceae. Назва вперше опублікована 1984 року.